# Einstossflammenwerfer 46
Einstossflammenwerfer 46 – ręczny miotacz ognia jednorazowego użytku konstrukcji niemieckiej z okresu II wojny światowej.
Broń została skonstruowana w 1944 roku. Dzięki małej masie przewidziano ją jako uzbrojenie uzupełniające. Początkowo planowano wprowadzenie jej na uzbrojenie oddziałów powietrznodesantowych. Później uznano, że może być ona masowo stosowana w walkach obronnych, nawet przez oddziały Volkssturmu. Z tego powodu nosiła ona także nazwę: Volksflammenwerfer 46 lub Abwehrflammenwerfer 46. 
Od października 1944 miotacze były produkowane przez zakłady D.W.M w Borsigwalde. Do wiosny 1945 roku wyprodukowano 30 700 egzemplarzy broni. Była ona używana m.in. w obronie Berlina w kwietniu i maju 1945 roku.

## Konstrukcja
Einstossflammenwerfer 46 był jednostrzałowym miotaczem ognia jednorazowego użytku. Tworzył ją cylindryczny zbiornik mieszanki zapalającej o niewielkiej średnicy o pojemności 1,7 l. Był on zakończony dyszą o średnicy 9 mm z zapalnikiem nabojowym. Pod dyszą był umieszczony chwyt pistoletowy ze spustem. Na pojemniku znajdowały się dwie zawieszki do pasa nośnego, za pomocą którego można było strzelać spod ramienia z zawieszonej broni. Całkowita masa broni wynosiła 3,6 kg. Maksymalny zasięg „strzału ogniowego” wynosił 40 m. Zasięg skuteczny – 27 m.